# Tavče gravče
Tavče gravče (makedonsko Тавче гравче) je tradicionalna makedonska jed. Pripravljena je s svežim fižolom in ga je mogoče najti v vseh restavracijah v Severni Makedoniji.

## Sestavine
Spodaj so sestavine za pripravo jedi, vendar pa makedonska kuhinja uporablja tudi druge sestavine in ima lahko drugačen način priprave:
- fižol
- čebula
- olje
- suha rdeča paprika
- rdeči in črni poper, sol in peteršilj

## Priprava
Fižol očistimo in nato namočimo v hladno vodo za tri ure, da postane mehek. Potem ga kuhamo v loncu. Vrelo vodo nadomestimo s svežo vodo. Nato dodamo čebulo in črni poper. Posebej cvremo čebulo skupaj s črnim poprom. Ko je fižol kuhan, ga damo v glineno posodo skupaj s čebulo poprom in rdečo papriko ter dobro premešamo. Potem damo pokrov na lončeno posodo in v pečico, da se peče na 220 °C. Med peko moramo biti previdni, ker fižol ne sme postati suh.
Glinena posoda ne daje samo videza tradicionalne jedi, temveč pripomore tudi k temu, da fižol ostane topel.
Fižol se lahko je z različnimi vrstami mesa.
V Severni Makedoniji najbolj znana jed je Tetovo tavče gravče.